# Лондонський трактат (1871)
Лондонський трактат (також Лондонська конвенція) — договір, укладений 13 березня 1871 року в Лондоні між Росією, Османською імперією, Німеччиною, Австро-Угорщиною, Великою Британією, Францією та Італією.
Циркуляр міністра закордонних справ Російської імперії Олександра Горчакова від 31 жовтня 1870 року передбачав вихід Росії з Паризького мирного договору 1856 року, за яким їй заборонялося володіти військовим флотом на Чорному морі.
У відповідь на циркуляр російського міністра представники провідних європейських держав зібралися на конференції в Лондоні, де 17 січня 1871 року підписали попередній протокол.
Остаточний варіант договору був підписаний 13 березня 1871 року. За умовами Лондонського трактату, Російська та Османська імперії мали право володіти необмеженою кількістю військових суден у Чорному морі. Проте Російська імперія і надалі не мала право проводити свої кораблі через Дарданелли та Босфор — протоки, що з'єднували Середземномор'я та Чорне море і належали Османській імперії. При цьому трактат дозволяв Туреччині пропускати через ці протоки військові судна інших, дружніх їй держав.
Підписання Лондонського трактату вважається дипломатичною перемогою Росії, оскільки вона здобула право відновити свій флот у Чорному морі.